# Holandia na Zimowych Igrzyskach Olimpijskich 1992
Holandię na Zimowych Igrzyskach Olimpijskich 1992 reprezentowało 29 zawodników: 25 mężczyzn i cztery kobiety. Był to czternasty start reprezentacji Holandii na zimowych igrzyskach olimpijskich. Wszystkie medale reprezentanci Holandii zdobyli w łyżwiarstwie szybkim.

## Zdobyte medale
| Medal  | Zawodnik       | Dyscyplina          | Konkurencja             | Rezultat     |
| ------ | -------------- | ------------------- | ----------------------- | ------------ |
| Złoto  | Bart Veldkamp  | Łyżwiarstwo szybkie | bieg na 10 000 m kobiet | 14:12,12 min |
| Srebro | Falko Zandstra | Łyżwiarstwo szybkie | bieg na 5000 m kobiet   | 7:02,28 min  |
| Brąz   | Leo Visser     | Łyżwiarstwo szybkie | bieg na 1500 m mężczyzn | 1:54,90 min  |
| Brąz   | Leo Visser     | Łyżwiarstwo szybkie | bieg na 5000 m mężczyzn | 7:04,96 min  |

## Skład kadry

### Łyżwiarstwo szybkie
Mężczyźni
| Zawodnik         | Konkurencja   | Konkurencja   | Konkurencja    | Konkurencja    | Konkurencja    | Konkurencja    | Konkurencja    | Konkurencja    | Konkurencja      | Konkurencja      |
| Zawodnik         | Bieg na 500 m | Bieg na 500 m | Bieg na 1000 m | Bieg na 1000 m | Bieg na 1500 m | Bieg na 1500 m | Bieg na 5000 m | Bieg na 5000 m | Bieg na 10 000 m | Bieg na 10 000 m |
| Zawodnik         | Czas          | Miejsce       | Czas           | Miejsce        | Czas           | Miejsce        | Czas           | Miejsce        | Czas             | Miejsce          |
| ---------------- | ------------- | ------------- | -------------- | -------------- | -------------- | -------------- | -------------- | -------------- | ---------------- | ---------------- |
| Gerard van Velde | 37,49         | 5.            | 1:14,93        | 4.             |                |                |                |                |                  |                  |
| Rintje Ritsma    | 38,51         | 27.           | 1:15,96        | 12.            | 1:55,70        | 4.             |                |                |                  |                  |
| Arie Loef        | 38,61         | 29.           | 1:16,18        | 14.            |                |                |                |                |                  |                  |
| Falko Zandstra   |               |               | 1:15,57        | 10.            | 1:56,96        | 7.             | 7:02,28        | srebro         |                  |                  |
| Leo Visser       |               |               |                |                | 1:54,90        | brąz           | 7:04,96        | brąz           |                  |                  |
| Bart Veldkamp    |               |               |                |                | 1:58,33        | 5.             | 7:08,00        | 5.             | 14:12,12         | złoto            |
| Robert Vunderink |               |               |                |                |                |                |                |                | 14:22,92         | 4.               |
| Thomas Bos       |               |               |                |                |                |                |                |                | 14:40,13         | 11.              |

Kobiety
| Zawodnik          | Konkurencja           | Konkurencja           | Konkurencja    | Konkurencja    | Konkurencja           | Konkurencja           | Konkurencja    | Konkurencja    | Konkurencja    | Konkurencja    |
| Zawodnik          | Bieg na 500 m         | Bieg na 500 m         | Bieg na 1000 m | Bieg na 1000 m | Bieg na 1500 m        | Bieg na 1500 m        | Bieg na 3000 m | Bieg na 3000 m | Bieg na 5000 m | Bieg na 5000 m |
| Zawodnik          | Czas                  | Miejsce               | Czas           | Miejsce        | Czas                  | Miejsce               | Czas           | Miejsce        | Czas           | Miejsce        |
| ----------------- | --------------------- | --------------------- | -------------- | -------------- | --------------------- | --------------------- | -------------- | -------------- | -------------- | -------------- |
| Christine Aaftink | 40,66                 | 5.                    | 1:22,60        | 4.             |                       |                       |                |                |                |                |
| Herma Meijer      | 41,31                 | 11.                   | 1:23,50        | 12.            |                       |                       |                |                |                |                |
| Sandra Voetelink  | Nie ukończyła wyścigu | Nie ukończyła wyścigu | 1:24,21        | 16.            | 2:10,31               | 18.                   |                |                |                |                |
| Carla Zijlstra    |                       |                       |                |                | 2:08,54               | 9.                    | 4:27,18        | 4.             | 7:41,10        | 4.             |
| Lia van Schie     |                       |                       |                |                | 2:09,70               | 16.                   | 4:30,57        | 9.             | 7:46,94        | 8.             |
| Yvonne van Gennip |                       |                       |                |                | Nie ukończyła wyścigu | Nie ukończyła wyścigu | 4;28,10        | 6.             |                |                |

### Short track
Mężczyźni
| Zawodnik       | Konkurencja    | Eliminacje | Eliminacje | Ćwierćfinały | Ćwierćfinały | Półfinały     | Półfinały     | Finał         | Finał         | Pozycja |
| Zawodnik       | Konkurencja    | Czas       | Pozycja    | Czas         | Pozycja      | Czas          | Pozycja       | Czas          | Pozycja       | Pozycja |
| -------------- | -------------- | ---------- | ---------- | ------------ | ------------ | ------------- | ------------- | ------------- | ------------- | ------- |
| Mark Velzeboer | Bieg na 1000 m | 1:38,74    | 2.         | 1:33,86      | 3.           | Nie awansował | Nie awansował | Nie awansował | Nie awansował | 10.     |

Kobiety
| Zawodnik                                                                            | Konkurencja     | Eliminacje | Eliminacje | Ćwierćfinały   | Ćwierćfinały   | Półfinały      | Półfinały      | Finał          | Finał          | Pozycja |
| Zawodnik                                                                            | Konkurencja     | Czas       | Pozycja    | Czas           | Pozycja        | Czas           | Pozycja        | Czas           | Pozycja        | Pozycja |
| ----------------------------------------------------------------------------------- | --------------- | ---------- | ---------- | -------------- | -------------- | -------------- | -------------- | -------------- | -------------- | ------- |
| Monique Velzeboer                                                                   | Bieg na 500 m   | 48,09      | 1.         | 53,46          | 2.             | 47,52          | 2.             | 47,28          | 4.             | 4.      |
| Joëlle van Koetsveld-van Ankeren                                                    | Bieg na 500 m   | 1:00,29    | 2.         | 1:07,23        | 3.             | Nie awansowała | Nie awansowała | Nie awansowała | Nie awansowała | 13.     |
| Simone Velzeboer                                                                    | Bieg na 500 m   | 55,43      | 4.         | Nie awansowała | Nie awansowała | Nie awansowała | Nie awansowała | Nie awansowała | Nie awansowała | 25.     |
| Priscilla Ernst Joëlle van Koetsveld-van Ankeren Monique Velzeboer Simone Velzeboer | Sztafeta 3000 m |            |            |                |                | 4:47,21        | 3.             | Nie awansowały | Nie awansowały | 6.      |